# 알렉상드르 부자이드
알렉상드르 부자이드(프랑스어: Alexandre Bouzaid, 1981년 6월 29일 ~ )는 프랑스 태생 세네갈의 펜싱 선수로 주 종목은 에페이다. 아프리카 정상급에 펜싱 선수로 아프리카 선수권 대회 우승 경력이 있다. 그는 2012년 하계 올림픽의 남자 에페 개인전에 출전하였다. 그는 32강에서 폴란드의 라도스와프 자브로트니아크를 15-9로 꺾고 16강에 올랐다.

## 개인사
알리노르라는 딸을 두고 있다.